# Michael Bates
Michael Bates, född 4 december 1920 i Jhansi i dåvarande Brittiska Indien, död 11 januari 1978 i Chelsea i London, var en brittisk skådespelare.

## Filmografi (urval)
- 1954 – Fallet Carrington
- 1958 – Dunkerque - helvetesstranden
- 1959 – Dina pengar är mina pengar
- 1967 – Min kompis Djävulen
- 1968 – Brudar på hjärnan
- 1968 – Hammerhead
- 1968 – Höj inte bron, sänk floden
- 1968 – Salt & peppar
- 1969 – Oh, vilket makalöst krig
- 1969 – Slaget om England
- 1970 – Patton – Pansargeneralen
- 1970 – Het på gröten
- 1970 – The Rise and Rise of Michael Rimmer
- 1971 – A Clockwork Orange
- 1972 – Frenzy
- 1973 – Inget sex - vi är ju engelsmän!
- 1973–1975 – Last of the Summer Wine (TV-serie) (14 avsnitt)
- 1974–1977 – It Ain't Half Hot Mum (TV-serie) (36 avsnitt)
- 1976 – Tom Jones erotiska äventyr